# Lucius Aemilius Carus (Statthalter)
Lucius Aemilius Carus war ein im 2. Jahrhundert n. Chr. lebender römischer Politiker.
Durch drei Inschriften ist belegt, dass Carus um 173/175 Statthalter (Legatus Augusti pro praetore) in der Provinz Tres Daciae war. Er war der Sohn von Lucius Aemilius Carus, einem Suffektkonsul im Jahr 144. Zwischen 170 und 175 war Carus ebenfalls Suffektkonsul, bevor er Statthalter wurde.